# 埃里克·米勒根
埃里克·米勒根（Eric Millegan，1974年8月25日—）是美國的一位演員。他最著名的作品是在福斯廣播公司電視劇《識骨尋踪》中飾演Dr. Zack Addy角色。他是一位已經出櫃的同性戀者。